# Lubuk Layang Ilir
Lubuk Layang Ilir is een bestuurslaag in het regentschap Lahat van de provincie Zuid-Sumatra, Indonesië. Lubuk Layang Ilir telt 462 inwoners (volkstelling 2010).